# Dunajov
Dunajov (węg. Dunajó) – wieś i gmina (obec) w powiecie Czadca, kraju żylińskim, w północnej Słowacji. Wieś lokowana w roku 1598.
W miejscowości jest przystanek kolejowy Dunajov.